# Dictyna volucripes
Dictyna volucripes là một loài nhện trong họ Dictynidae.
Loài này thuộc chi Dictyna. Dictyna volucripes được Eugen von Keyserling miêu tả năm 1881.